# Aponogeton cordatus
Aponogeton cordatus là một loài thực vật có hoa trong họ Aponogetonaceae. Loài này được Jum. mô tả khoa học đầu tiên năm 1922.